# چای جیا
چای جیا یا به‌عبارت کامل‌تر چای جیا چوان (چینی: 蔡家拳؛ معنای تحت‌اللفظی: مشت خاندان چای) که با نام با جی چوان (چینی: 八極拳) هم شناخته می‌شود، یکی از هنرهای رزمی چینی است که نام خود را از بنیان‌گذار خود «چای جیو یی» (蔡九儀) مشهور به «چای تسینگ هونگ» می‌گیرد و یکی از ۵ سبک اصلی ووشو(کونگ فوی چینی) در جنوب چین محسوب می‌شود. بنیان‌گذار این سبک، خودش آن را از یک راهب بودایی به نام «یی گوین» آموخته بود.
این سبک که در قرن ۱۷ میلادی پایه‌گذاری شد، ترکیبی از سبک‌های مار و موش است که بر پایه حرکات چابک و فرز پاها و حملات سریع‌السیر استوار است.